# Clubiona diniensis
Clubiona diniensis är en spindelart som beskrevs av Simon 1878. Clubiona diniensis ingår i släktet Clubiona och familjen säckspindlar. Inga underarter finns listade i Catalogue of Life.